# 아이피타임
아이피타임(ipTIME)은 대한민국 경기도 용인시 기흥구에 본사를 둔 EFM 네트웍스에서 설계한 공유기 등의 컴퓨터 네트워크 기기 관련 브랜드이다. 2004년에 유무선 라우터 PRO54G를 시작으로 지금은 허브/NAS 등의 네트워크 제품을 전문적으로 생산하는 기업이다.

## 신제품

### ipTIME AX8004BCM
차세대 802.11ax 규격을 지원하는 AX6000 공유기이다.

### ipTIME A8004ns-M
하이엔드급 최상위 고급 공유기이다. 안테나는 4개가 장착되었고 쿼드코어 CPU와 DDR3 1GB 메모리를 채택, MU-MIMO가 지원되는 AC2600 공유기이다.

### ipTIME A1004ns
802.11ac 규격을 지원하는 기가비트급 공유기이다.

### ipTIME A6004NS
하이엔드급 고급 공유기이다. 안테나는 6개가 장착되었고 향상된 속도를 가졌다.

### ipTIME N604/104Black
802.11n 규격을 지원하고 N604/104에서 색상만 블랙으로 교체한 모델이다.
ipTIME A7NS
802.11AC 1750 (1300+450Mbps), 브로드컴 듀얼코어 1GHz CPU
ipTIME A6004NS
802.11AC 1900 (1300+600Mbps), 브로드컴 듀얼코어 1GHz CPU
ipTIME A3004NS-Dual
802.11AC 1200 (867+300Mbps), 듀얼코어 880MHz CPU
ipTIME A2004NS-R
802.11AC 1200 (867+300Mbps), 660MHz 고속 CPU
ipTIME NAS IIe
2베이, 1.6GHz CPU, DDR3 1Gbytes, 기가비트 유선, MySQL, Apache, PHP 지원
ipTIME NAS4dual
4베이, 1.6GHz CPU, DDR3 2Gbytes, 듀얼 기가비트랜, USB 3.0 2포트, MySQL, Apache, PHP 지원, ipDISK Drive, Cloud Backup 지원
ipTIME Extender-5dBi
11n 와이파이 영역 확장, 2.4GHz 2Tx-2Rx 300Mbps, WPS버튼과 스마트기기용 앱으로 설정가능, 어댑터 일체형
ipTIME Extender 11ac plus
11AC 와이파이 영역 확장, 5GHz 1Tx-1Rx 433Mbps + 2.4GHz 2Tx-2Rx 300Mbps, WPS버튼과 스마트기기용 앱으로 설정가능, 어댑터 일체형
ipTIME Extender U1
11n 와이파이 영역 확장, 2.4GHz 1Tx-1Rx 150Mbps, 간편설정UI, WPS버튼과 스마트기기용 앱으로 설정가능, 어댑터 일체형
ipTIME RING
802.11AC 1200 (867+300Mbps), 580MHz 고속 CPU, 벽 천정 부착형 무선AP, 간편설정UI, PoE 지원